# Josep Samitier

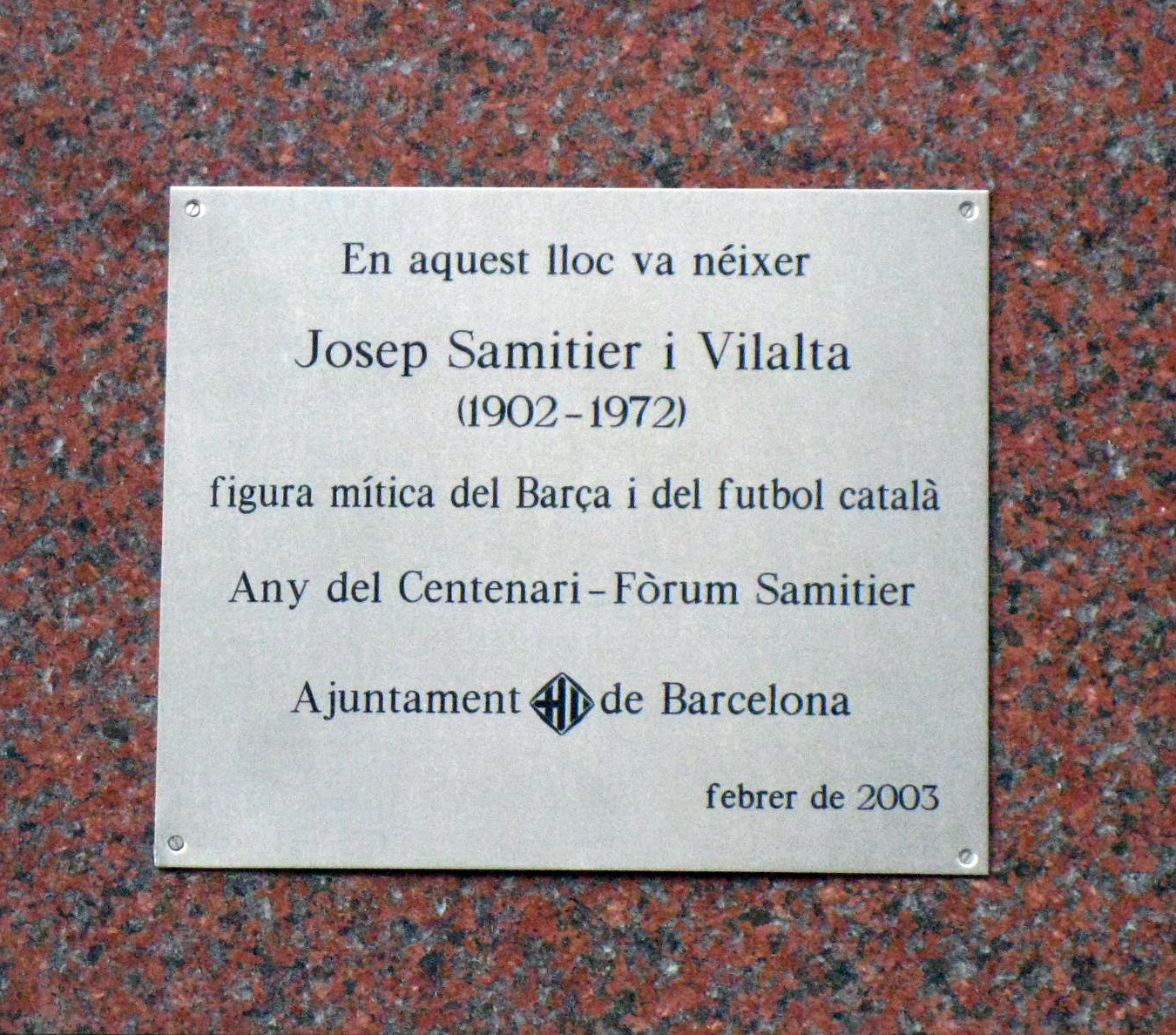
Gedenkplaat

Josep Samitier i Vilalta (Barcelona, 2 februari 1902 – aldaar, 4 mei 1972) – bijnaam El Sami – was een Spaanse profvoetballer uit de eerste helft van de twintigste eeuw. Daarna zette hij zijn voetbalcarrière voort als trainer en technisch directeur.

## Loopbaan als voetballer
Samitier was vanaf zijn jeugd bevriend met de Catalaanse kunstenaar Salvador Dalí en Emili Sagibarbá, later evenals voetballer. Het drietal voetbalde regelmatig samen tijdens vakanties bij het Catalaanse resort Cadaqués. Samitier maakte in mei 1919 op 17-jarige leeftijd zijn debuut voor FC Barcelona en de Catalaanse aanvaller won in zijn eerste seizoen direct de Copa del Rey en de Campionat de Catalunya. In de zomer van 1920 won Samitier met Spanje tevens zilver op de Olympische Spelen van Antwerpen. Samen met Paulino Alcántara en doelman Ricardo Zamora leidde Samitier Barça in de jaren twintig naar vele successen: in 1922, 1925, 1926 en 1928 werd de Copa del Rey veroverd en in 1929 werd Barcelona de eerste landskampioen van Spanje. Verder was Samitier samen met clubgenoten Alcántara, Sagibarbá en Zamora een vaste waarde in het Catalaans elftal. Driemaal werd in de jaren twintig de interregionale Copa Princep de Asturies gewonnen (1922, 1924, 1926). Samitier scoorde tweemaal in de finale van 1924 tegen Castilla XI (4-4) en opnieuw in de replay (3-2). Zijn laatste wedstrijd voor het Catalaans elftal van zijn erewedstrijd op 19 januari 1936 tegen het Tsjecho-Slowaakse SK Sidenice (1-1). Samitier scoorde het enige Catalaanse doelpunt. Na problemen met de clubleiding van FC Barcelona, vertrok Samitier in 1932 naar aartsrivaal Real Madrid. Hij had 454 wedstrijden voor Barça gespeeld, waarin de aanvaller 326 goals maakte. Met dit aantal staat Samitier op een tweede plaats op de all-time topscorerslijst van FC Barcelona.

## Loopbaan als trainer
In 1936 trainde hij een tijdje Atlético Madrid en met deze club degradeerde hij. Dit ging echter niet door omdat de Spaanse Burgeroorlog uitbrak. De aanvaller werd eveneens gearresteerd door anarchistische militie (niet gerelateerd aan de degradatie). Hij werd echter weer vrijgelaten en vertrok meteen naar OGC Nice om weer te gaan voetballen tot 1939. In 1942 functioneerde hij eveneens als coach.
In 1944 keerde Samitier als trainer terug in Spanje bij FC Barcelona en veroverde in zijn eerste seizoen direct de landstitel. Vervolgens vervulde hij vanaf 1948 de post van technisch directeur en Samitier was verantwoordelijk voor de komst van sterren als Ladislao Kubala en Evaristo naar Barcelona. Daarnaast probeerde Samitier ook Alfredo Di Stéfano te contracteren, maar dit werd door het politieke regime onmogelijk gemaakt waarna de ster bij Real Madrid tekende.
Ondanks zijn vriendschap met Francisco Franco en het feit dat hij tot tweemaal toe FC Barcelona verruilde voor Real Madrid (eerst als speler, in de jaren vijftig als technisch directeur) groeide Samitier na zijn dood in 1972 uit tot een symbool van barcelonismo. Op 16 september 1993 werd er een straat naar Samitier vernoemd nabij het stadion van FC Barcelona, Camp Nou.